# Летопись Картли
Летопись Картли («История Грузии» ) — анонимный памятник грузинского летописания, являющийся частью известного свода средневековых грузинских летописей «Картлис цховреба» (груз. ქართლის ცხოვრება, дословно: «Жизнь Картли» ).
«Летопись Картли» следует в своде за приписываемым Леонтию Мровели небольшим повествованием агиографического характера «Мученичество царя Арчила», которое композиционно представляет как бы эпилог «Жизнеописания Вахтанга Горгасала». «Летопись Картли» начинается с рассказа о погибших в борьбе с арабами наследниках «царя картлийского» Арчила (VIII в.) и доводится до 1072 года. Автор летописи был современником царя Грузии Баграта IV (1027—1072), а умер, видимо, в период правления его преемника, Георгия II (1072—1089).
Завоевание арабами Закавказья в середине VII в. окончательно довершило падение в Картли древнегрузинской династии Фарнавазидов. В описании обострившейся в этой связи феодальной усобицы автор «Летописи Картли» проводит идею родства и преемственности современных ему Багратидов, апологетом которых он является, с древнегрузинской династией.
В летописи описывается образование в конце VIII в. Абхазского царства, правитель которого, Леон II, с помощью хазар провозгласил независимость от Византии.
Вторым по значению событием после образования Абхазского царства автор летописи считает возвышение в юго-западной Грузии Тао-Кларджетского княжества во главе со скрывавшимся от преследований арабов картлийским эриставом Адарнасе потомком владетельного князя (мтавара) Стефаноза I. Начало расцвета Тао-Кларджети автор связывает с именем сына Адарнасе Ашота.